# Pista de bob și sanie din Sinaia

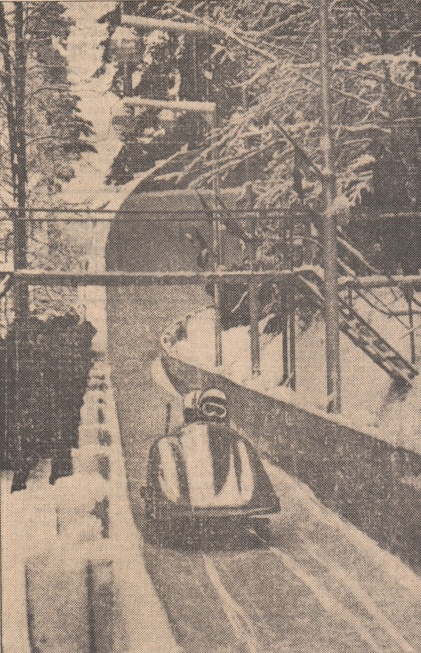
După virajul 13 spre sosire, în 1977

Pista de bob și sanie din Sinaia a fost singura pârtie de bob și sanie din România omologată de federația internațională.
Pista de beton cu înghețare naturală a fost construită între 1974-1976. Are o lungime de 1500 m, o diferență de altitudine de 137 m și 13 curbe. Panta maximă este 14,25 % și panta mijlocie 8,93 %.
În 24-25 ianuarie 1976 s-a desfășurat Campionatul European de Bob de Tineret în fața a 30.000 de spectatori. În 1977, Campionatul European ar fi trebuit să se desfășoare la Sinaia, dar a fost anulat din cauza temperaturilor ridicate.
În anii 1990 și 2000 pista s-a degradat și startul s-a dat de la virajul 5. Din 2007 campionatele naționale se desfășoară în străinătate și lotul României se antrenează în afara țării. Apoi pista din Sinaia a ajuns în paragină.

## Vezi si
- Echipa națională de bob a României